# 錫爾弗萊克 (紐約州懷俄明縣)
錫爾弗萊克（英語：Silver Lake）是位於美國紐約州懷俄明縣的非建制地區。

## 歷史
錫爾弗萊克的郵局自1841年營運至今。

## 地理
錫爾弗萊克所處的海拔為高於海平面419米（即1375英呎），而該地所採用的時區為UTC-5，即北美东部时区（EST）。同時該地設有夏令時間，為UTC-5調快一小時，即UTC-4（EDT）。